# 2009 à La Réunion
Cet article présente les faits marquants de l'année 2009 à La Réunion.

## Évènements

### Février
- Lundi 2 février 2009 : Le préfet de la Réunion, Pierre-Henry Maccioni, annonce une baisse de 15 centimes du prix du litre du super carburant et de 11 centimes sur le gazole à compter du 3 février, ce qui placera la Réunion au même niveau de prix que les autres DOM. Le préfet estime avoir tenu ses « engagements en matière de pouvoir d'achat des Réunionnais » ainsi que « vis-à-vis des pétroliers et des stations service ».

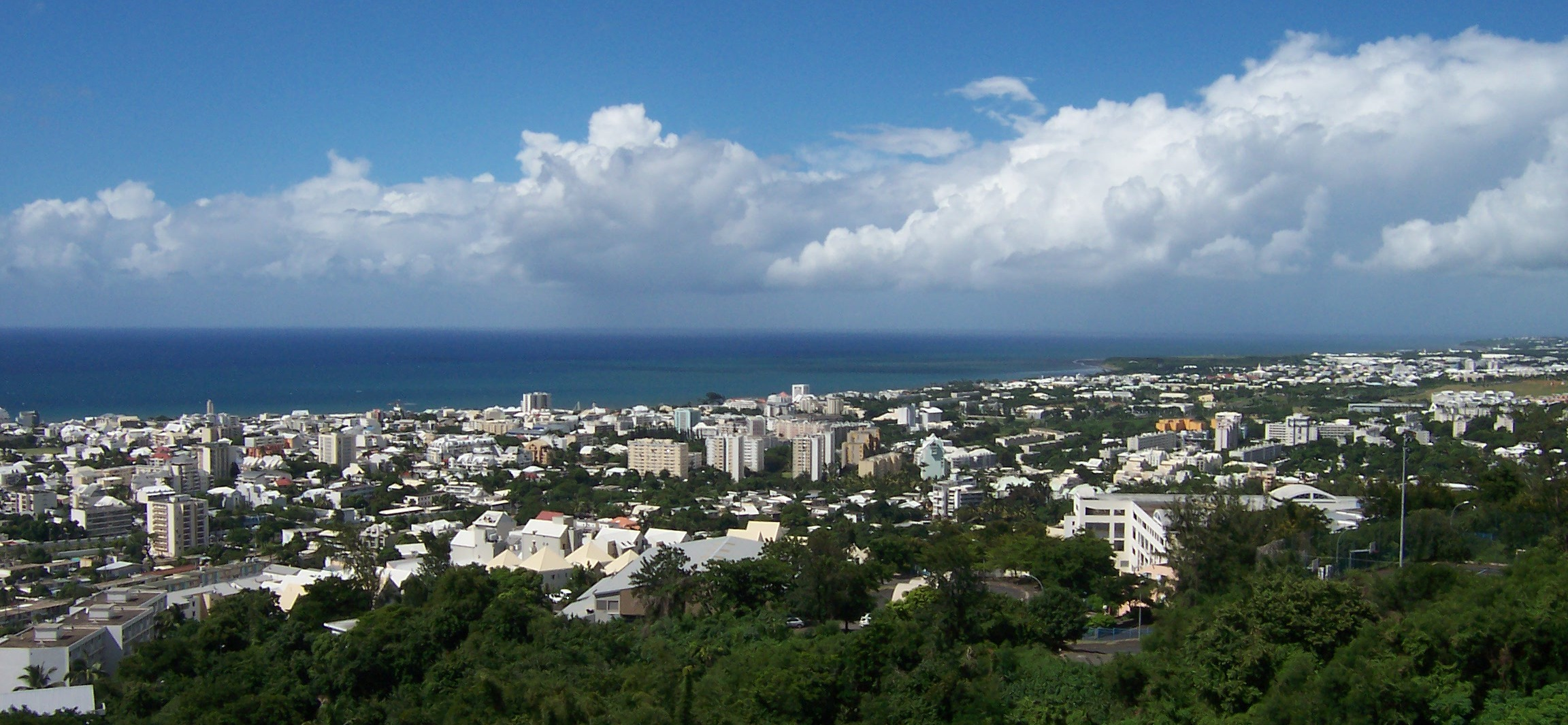
Saint-Denis de la Réunion (mars 2006)

- Mardi 10 février 2009 : Un collectif composé de 13 syndicats, partis de gauche et associations annonce à Saint-Denis la constitution d'un front en vue de l'élaboration d'une plate-forme de revendications sur le pouvoir d'achat et l'emploi à La Réunion. Cette annonce intervient alors que la Guadeloupe est paralysée depuis trois semaines par une grève générale contre « la vie chère » et la Martinique depuis six jours.
- Jeudi 12 février 2009 : Le Collectif des organisations syndicales, politiques et associatives de la Réunion arrête une liste de quatre « mesures immédiates » pour lesquelles il compte « mobiliser la population », notamment une « augmentation de 200 euros nets sur les salaires », les minima sociaux, les retraites et les bourses étudiantes, une « baisse de 20 % des produits de consommation courante », un « gel des loyers sociaux » et, enfin, une « baisse de 5 euros sur la bouteille de gaz ». Le collectif appelle à une journée de grève générale et de manifestation le 5 mars. Composé de 25 organisations (contre 13 lors de sa constitution mardi), le collectif rassemble les principaux syndicats de l'île (CGTR, CFDT, CFTC, FO, FSU, UNSA), les partis de gauche (PCR, PS, NPA, LO, Parti de gauche) ainsi que des associations (dont ATTAC et Agir contre le chômage)[1].

### Mars
- Jeudi 5 mars 2009 :
  - Le collectif Cospar lance un appel à une grève générale et reconductible contre la vie chère et pour des hausses salariales à l'issue de deux manifestations à Saint-Denis et Saint-Pierre, au nord et au sud de l'île.
  - Nathalie Arthaud,  porte-parole de Lutte ouvrière, soutient  la « grève générale illimitée » à La Réunion, estimant qu'il fallait suivre l'exemple de la Guadeloupe et ne pas se contenter d'une seule journée de grève et de manifestations.
- Vendredi 6 mars 2009 : Michel-Édouard Leclerc, PDG des enseignes Leclerc sur le conflit contre la vie chère a annonce la réouverture de 15 magasins dès samedi avec des prix, inférieurs de 10 % à ceux de la concurrence estimant : « Les revendications des manifestants sont légitimes car cela fait quatre ou cinq ans que les prix n'ont pas cessé d'augmenter [et souhaitant que] la concurrence devienne la culture permanente de la distribution à la Réunion ». L'enseigne Leclerc a signé en septembre dernier un accord avec deux indépendants locaux de la grande distribution pour le passage dans son réseau de leurs 15 magasins. L'enseigne a en projet l'ouverture d'un hypermarché de 4 500 mètres carrés à Saint-Leu et un magasin de 2 500 mètres carrés à Saint-Pierre en 2010. L'objectif est d'atteindre 15 à 20 % des parts de marché d'ici cinq ans.
- Samedi 7 mars 2009 : Des manifestants du Collectif contre la vie chère ont contraint sans incidents plusieurs grandes surfaces à fermer temporairement en bloquant leurs entrées dans plusieurs communes de l'île de la Réunion. Parmi elles, les enseignes Leclerc et Super U. Les magasins ont pu rouvrir au bout d'une demi-heure de blocages.
- Mardi 10 mars 2009 : Le Collectif contre la vie chère (Cospar) organise une journée de grève reconductible. Plusieurs milliers de manifestants défilent à Saint-Denis-de-la-Réunion (3 000) et à Saint-Pierre (2 000), selon la préfecture. Les commerçants ont fermé leurs magasins sur le parcours du défilé, cependant la manifestation a dégénéré lorsque des groupes de « jeunes » ont lancé des pierres en direction de la préfecture, à Saint-Denis. Des voitures et des habitations ont été la cible des jets de pierres et de bouteilles. La nuit a été marquée par des affrontements entre forces de l'ordre et casseurs à Saint-Denis et au Port (ouest de l'île, à 15 km de Saint-Denis). Un gendarme mobile a été blessé par un tir de carabine à Saint-Denis.

### Mai
- Vendredi 1er mai 2009 : Des paroissiens auraient vu le visage du Christ apparu miraculeusement sur le coussin du fauteuil du prêtre de l'église Notre-Dame-des-Sept Douleurs. La nouvelle relayée par une radio locale fait vite le tour de l'île, provoquant un afflux de fidèles. Le curé de la paroisse affirme n'avoir rien vu[2].

### Juillet
- Lundi 6 juillet 2009 : Premier cas de grippe H1N1 confirmé sur l'île. 3 autres cas sont suspectés.

### Août
- Jeudi 20 août 2009 : Deux personnes (90 ans et 60 ans) sont mortes de la grippe H1N1.
- Dimanche 23 août 2009 :
  - Tard dans la nuit à Saint-Joseph (sud), un homme de 55 ans, séparé de sa concubine, a tué à l'arme blanche 3 de ses enfants (17, 6 et 5 ans) et blessé grièvement son épouse et un quatrième enfant (12 ans) avant de se suicider.
  - 22 500 personnes sont touchées par l'épidémie de grippe H1N1 depuis le 5 juillet, sur une population de 800 000 habitants.
- Dimanche 30 août 2009 : Une petite fille de 5 ans meurt de la grippe H1N1.

### Octobre
- Mercredi 7 octobre 2009 : Le préfet déclenche l'alerte de niveau 1 pour « éruption imminente […] à plus ou moins brève échéance » du volcan du Piton de la Fournaise. L'Observatoire volcanologique a enregistré depuis le début de la matinée « une forte augmentation du nombre de séismes ainsi que des déformations au sommet du cratère Dolomieu, avec des risques d'effondrements des bords […] une éruption est donc probable à plus ou moins brève échéance ».